# Almora (dystrykt)
Almora (dystrykt) – jeden z trzynastu dystryktów indyjskiego stanu Uttarakhand. Znajduje się w dywizji Kumaon. Powierzchnia tego dystryktu wynosi 3689 km². Stolicą dystryktu jest miasto Almora.

## Położenie
Na zachodzie graniczy z dystryktem Pauri Garhwal, od północy z Chamoli i Bageshwar, od wschodu z dystryktami Pithoragarh i Champawat, a południu z dystryktem Nainital.